# 大庭氏 (古国)
大庭氏（だいていし、拼音: dàtíng shì）は、古国時代にあたる時期に中華を支配したとされる伝説上の氏族である。

## 概要
大庭氏からは新印、姯印、随象の3人の帝王が立ったとされる。在位年は新印が26年、姯印が64年、随象が47年であったとされる。新印と姯印については女であり、随象は大庭氏で唯一男の帝王であったとされる。また大庭氏は風姓であったとされている。前の2帝王については伝説が残っていないが、随象の治世、災害と侵略に対応できず、複数の氏族からの要求により引退し、柏皇氏の伏顕に交代したとされる。

## その後
大庭氏は神農氏族（姜姓）のルーツとなったとされる。また、炎帝号を名乗ったとされる。姜姓については、風姓の5氏を姜姓の8氏が倒し、その8氏のうち最も有力だったのが炎帝神農氏で、残りの7氏が蚩尤となったという伝説がある。帝王世紀によれば女媧の子孫とされる。